# Центральний район (Маріуполь)
Центра́льний райо́н (до 1957 — Молотовський, у 1957—2016 — Жовтневий) — центральний район Маріуполя.

## Загальні відомості
У ньому розташовані найважливіші адміністративні, культурні споруди (Донецький академічний обласний драматичний театр, 2 ВНЗ — Приазовський державний технічний університет та Маріупольський державний університет, Маріупольський краєзнавчий музей тощо), великі «спальні» райони: «Західний», «Металург», «Кіровський», 17-ий мікрорайон тощо, підприємства харчової, легкої промисловості, машинобудування (Маріупольський дослідно-експериментальний завод), транспорту.

## Історія

Центральний ринок

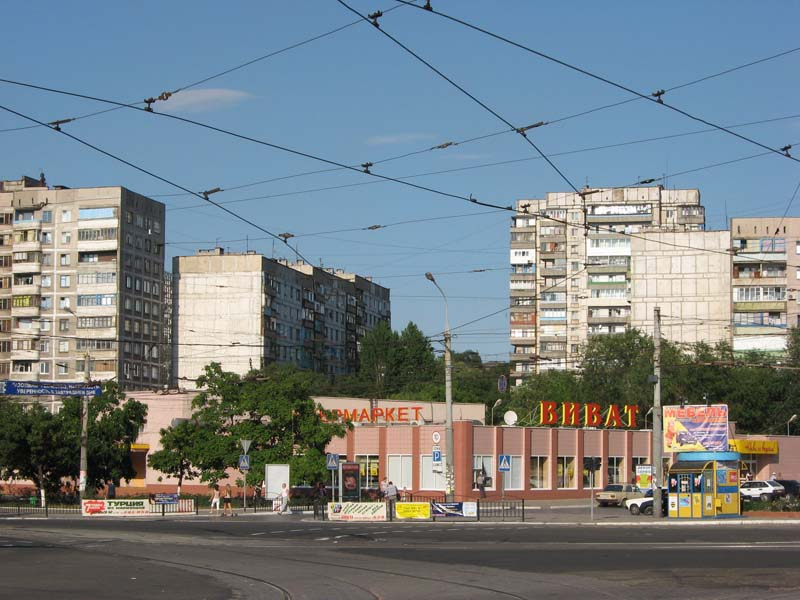
Площа Кірова

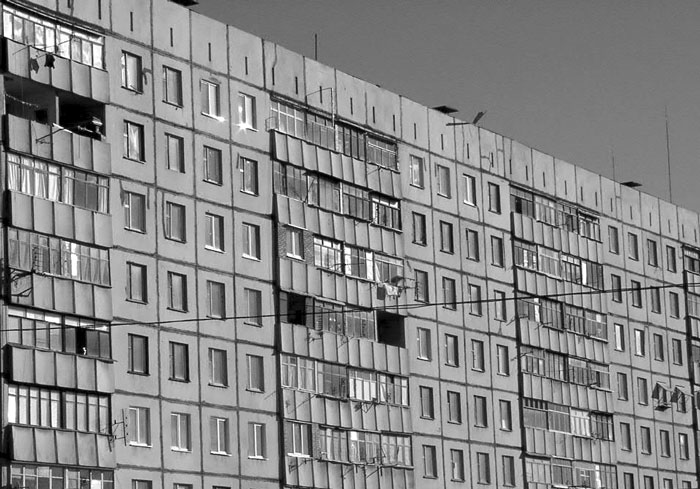
Маріуполь. Типова дев'ятиповерхівка

Колишнє Духовне училище, стан після пожежі.

Створений 1939 року, до реформи 1957–1958 район мав назву Молотовський.
У Центральний район за часів СРСР увійшли:
- історична частина Маріуполя (ХІХ - початку ХХ ст.)
- поселення «Карасівка»
- «Новоселівка»
- «Парковий»
- «Шишманка»
- «Слободка»
- «Аджахи».

Район збільшувався також за рахунок поглинання старих поселень на заході та на півночі, серед них — села Гезлеве (нині — вул. Євпаторійска), Бахчисарай (нині — бульвар Шевченка), Мариїнськ (нині — вулиця Центральна).
Район мав природні кордони, створені на сході і півночі річками Кальміус та Кальчик відповідно, котрі зберігають значення кордонів району і на початку ХХІ століття Центральний район міг розвиватись лише широкою смугою в західному напрямку, що і було виконано додатком нових ділянок колишній Катерининській вулиці (тодішній центральній магістралі).
Наприкінці ХХ століття у зв'язку з облаштуванням маріупольського аеропорту на західному кордоні Центральний район втратив західний напрям розвитку. Санація депресивних поселень «Аджахи» та «Слободка» і розбудова їх інфраструктури — не розглядаються.
У Центральному районі за часів СРСР були знищені всі церкви міста, що позбавило місто історично важливих вертикалей в силуеті. Особливо загрозливими для містобудівного образу міста були руйнації без відновлення Харлампієвського собору, церков Марії Магдалини, Різдва Богородиці, або Карасівської, церкви Успіння Богородиці, котрі були вибудовані на узвишші. Вибудований в низовині катедральний Микільський собор і його вертикалі в Новосьоловці в силуеті міста ролі майже не відіграють.

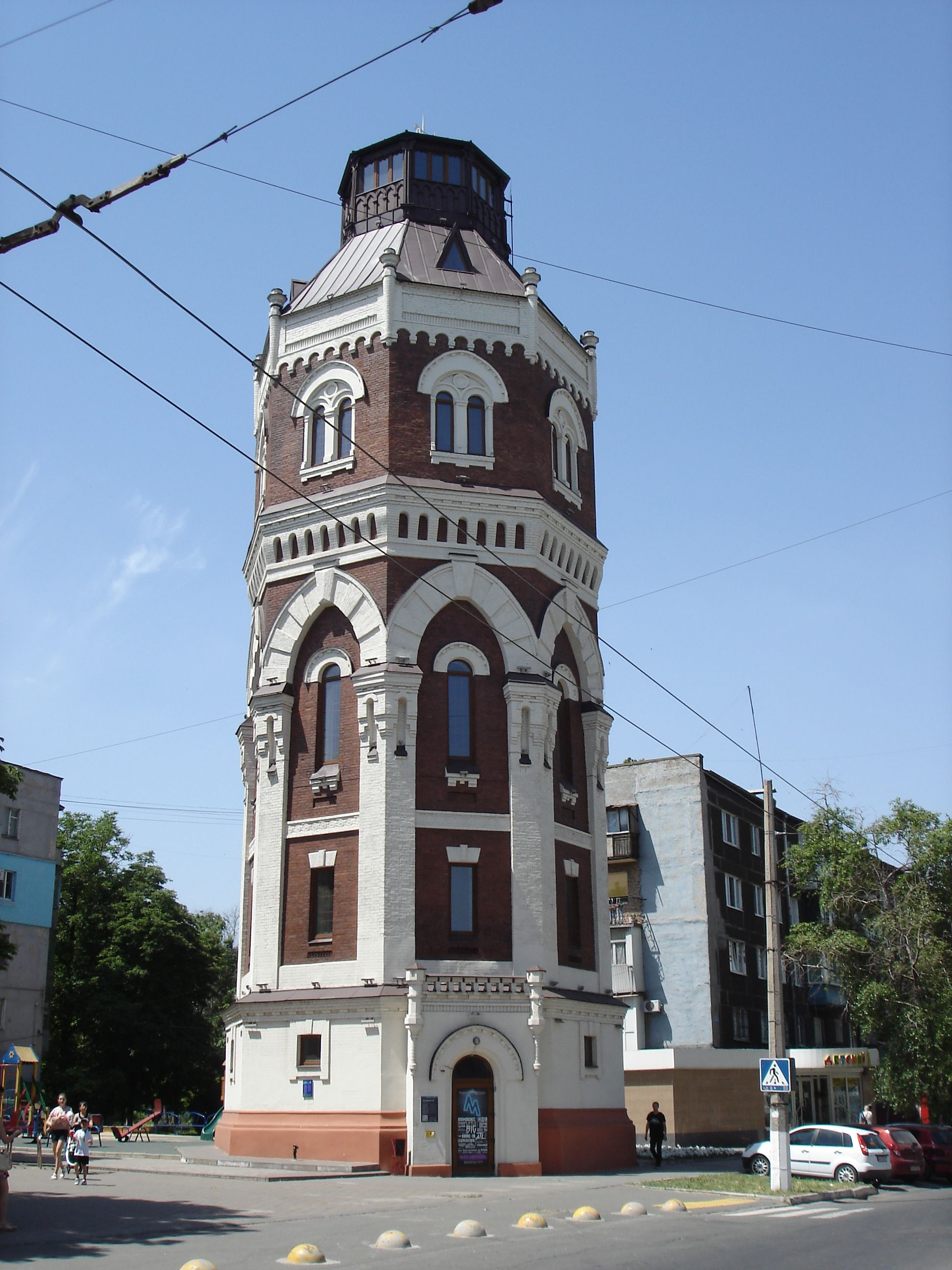
Арх. В. О. Нільсен. Колишня водонагнітна вежа

Наприкінці ХХ століття місце історичних вертикалей Центрального району посіли колишня споруда ДТСААФ (на місці Харлампієвського собору), будинки зі шпилями і Водонагнітна вежа Нільсена на замін церкви Марії Магдалини та багатоповерхівка Азовгіпромезу на Грецькій площі.
Історична частина Маріуполя за часів царату мала дванадцять шкіл. Лише дві з них і досі зберігають зв'язок з освітою — колишня Маріупольська Маріїнська жіноча гімназія, нині школа № 11 на розі вулиць Миколаївської та Грецької, колишнє Маріупольське Олександрівське чоловіче училище (нині Індустріальний коледж, вулиця Георгіївська). Так, в інших історичних школах Маріуполя розташовані Будинок вчителя (вул. Куїнджі), в колишній школі № 5 — Центральне відділення міліції — на розі вулиць Фонтанна, б. 87 та проспекту Металургів, на вулиці Італійській, б.59 — міська податкова інспекція тощо.
Лише Кальміуський та Центральний райони зберегли в невеликій кількості архітектурні пам'ятки ХІХ та початку ХХ ст., тобто доби первісного капіталізму. В Центральному районі це:
- вул. Торгова, комерційна і житлова забудова
- Маріупольський краєзнавчий музей
- Художній музей імені Куїнджі
- Індустріальний коледж (колишнє Олександрівське чоловіче училище)
- Протитуберкульозний диспансер (колишнє Британське консульство)
- Водонагнітна вежа Нільсена
- Синагога на вул. Миколаївській
- Будинок лікаря Гампера
- Дитяче хірургічне відділення (червоний корпус 1890 року побудови[5]), нині лікарня № 3

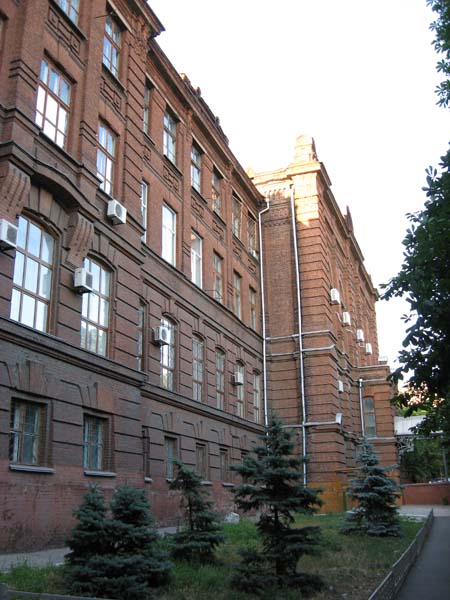
Приазовський державний технічний університет, старий корпус
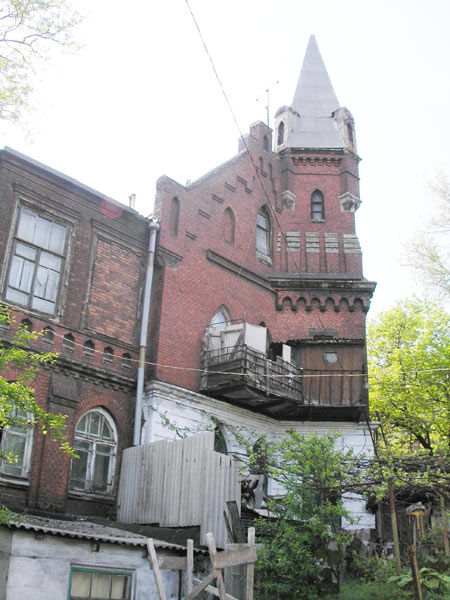
Будинок лікаря Гампера
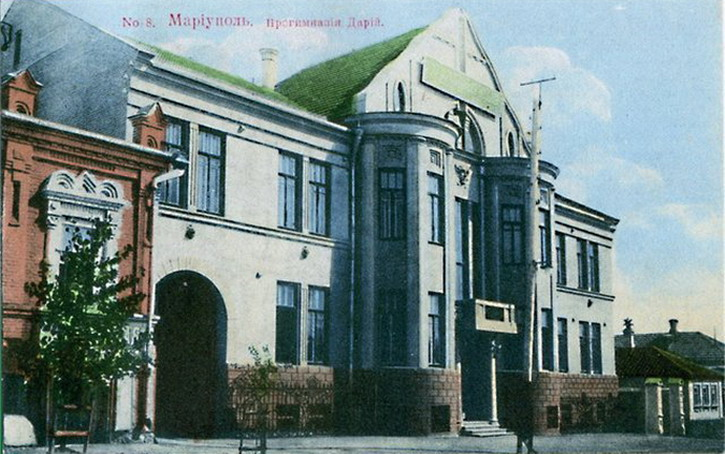
Маріуполь. Прогімназія Дарій
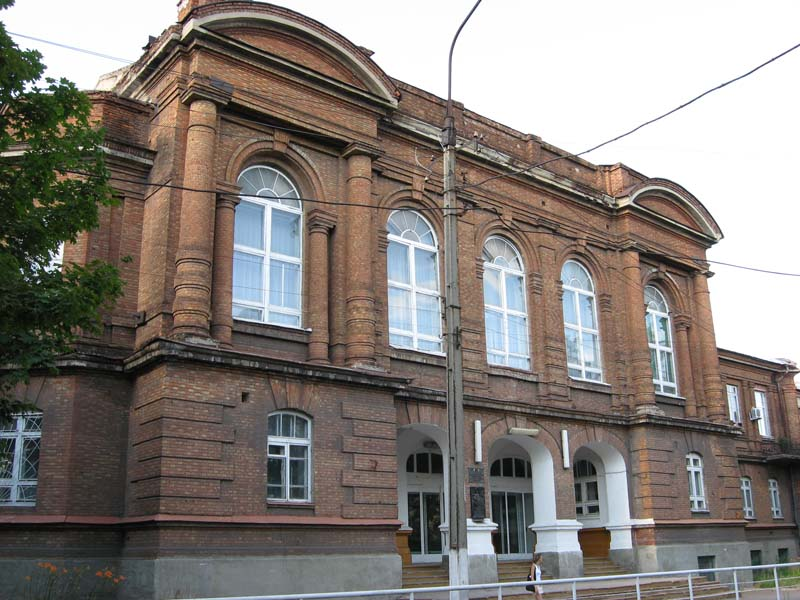
Колишня Олександрівська чоловіча гімназія, нині Індустріальний коледж
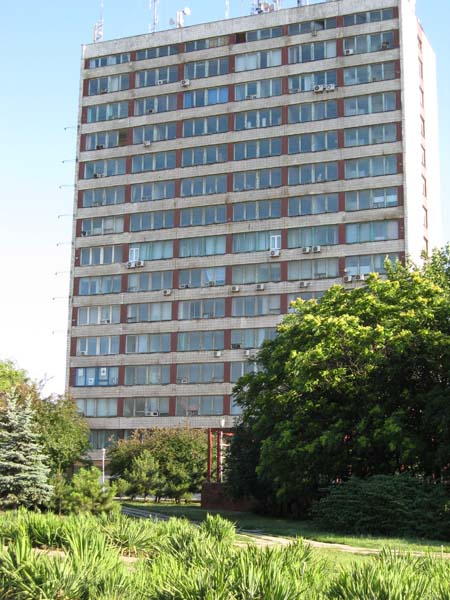
Азовгіпромез, Маріуполь.

- Колишнє Духовне училище тощо.

- Приазовський державний технічний університет, старий корпус
- Будинок лікаря Гампера
- Маріуполь. Прогімназія Дарій
- Колишня Олександрівська чоловіча гімназія, нині Індустріальний коледж
- Азовгіпромез, Маріуполь.

## Населення
За даними перепису 2001 року населення району становило 187362 особи, із них 8,34% зазначили рідною мову українську, 91,12% — російську, 0,12% — грецьку, 0,08% — вірменську, 0,05% — білоруську, 0,01% — циганську, молдовську, болгарську, єврейську та польську, а також німецьку, гагаузьку та румунську мови.

## Транспорт
У районі розташовані залізничний вокзал, Платформа 1261 км, дві автостанції міжміського та приміського сполучення, Будинок зв'язку та центральний телеграф, три лікарні, Микільський кафедральний собор тощо.

## Галерея вибраних фото Центрального району Маріуполя

Маріуполь. Будинок зі шпилем, Театральна площа
Міський сад, вхідна брама
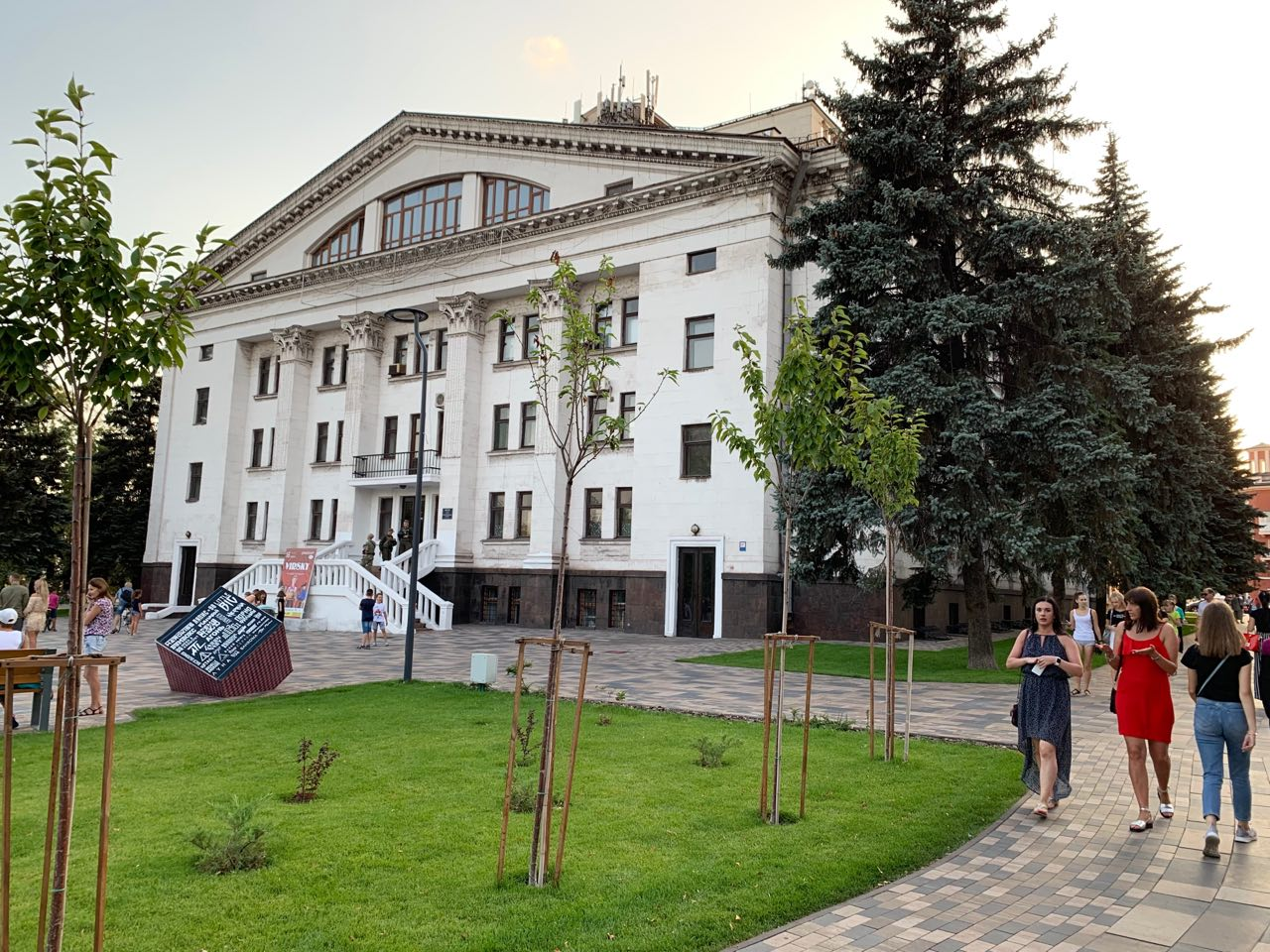
Драмтеатр
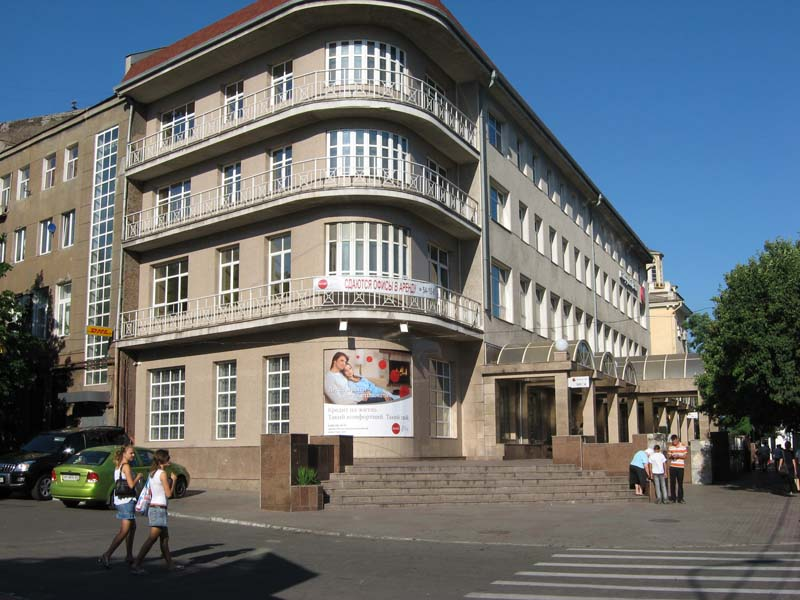
Будинок банку ПУМБ (колишній Дитячий Світ)
Житловий будинок на розі пр. Миру і вул. Торгової. Сталінський ампір
Монумент воякам 221-ї стрілецької дивізії, проспект Будівельників
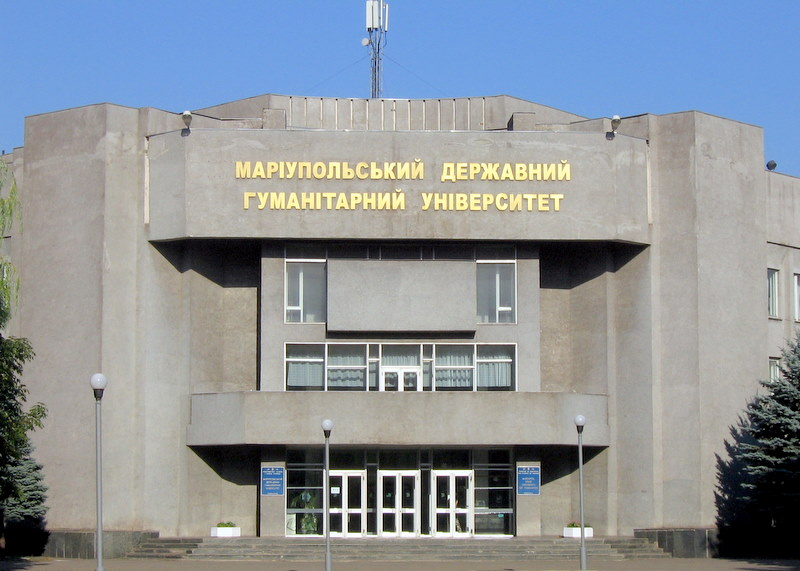
Маріупольський державний гуманітарний університет
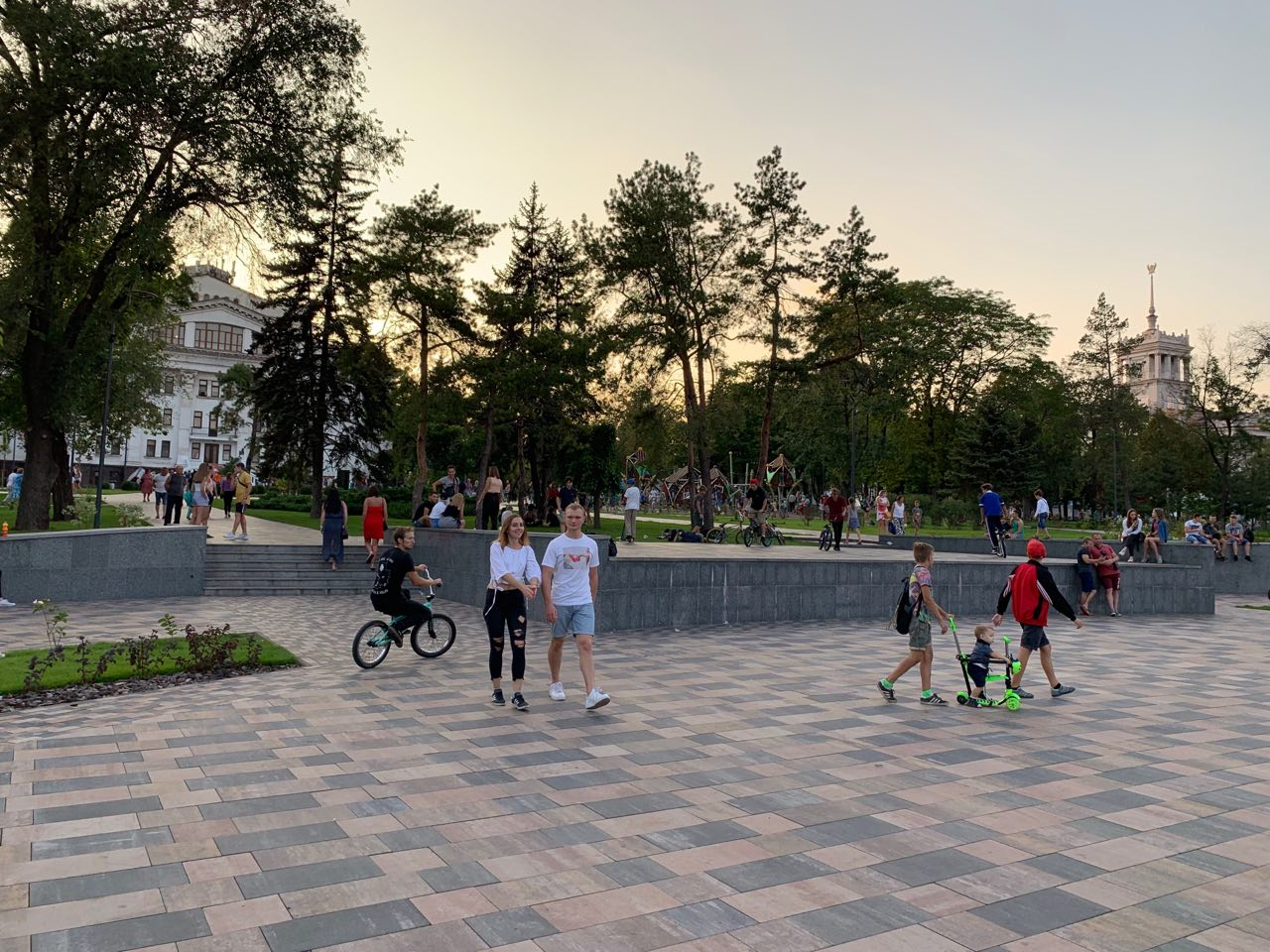
Театральний сквер
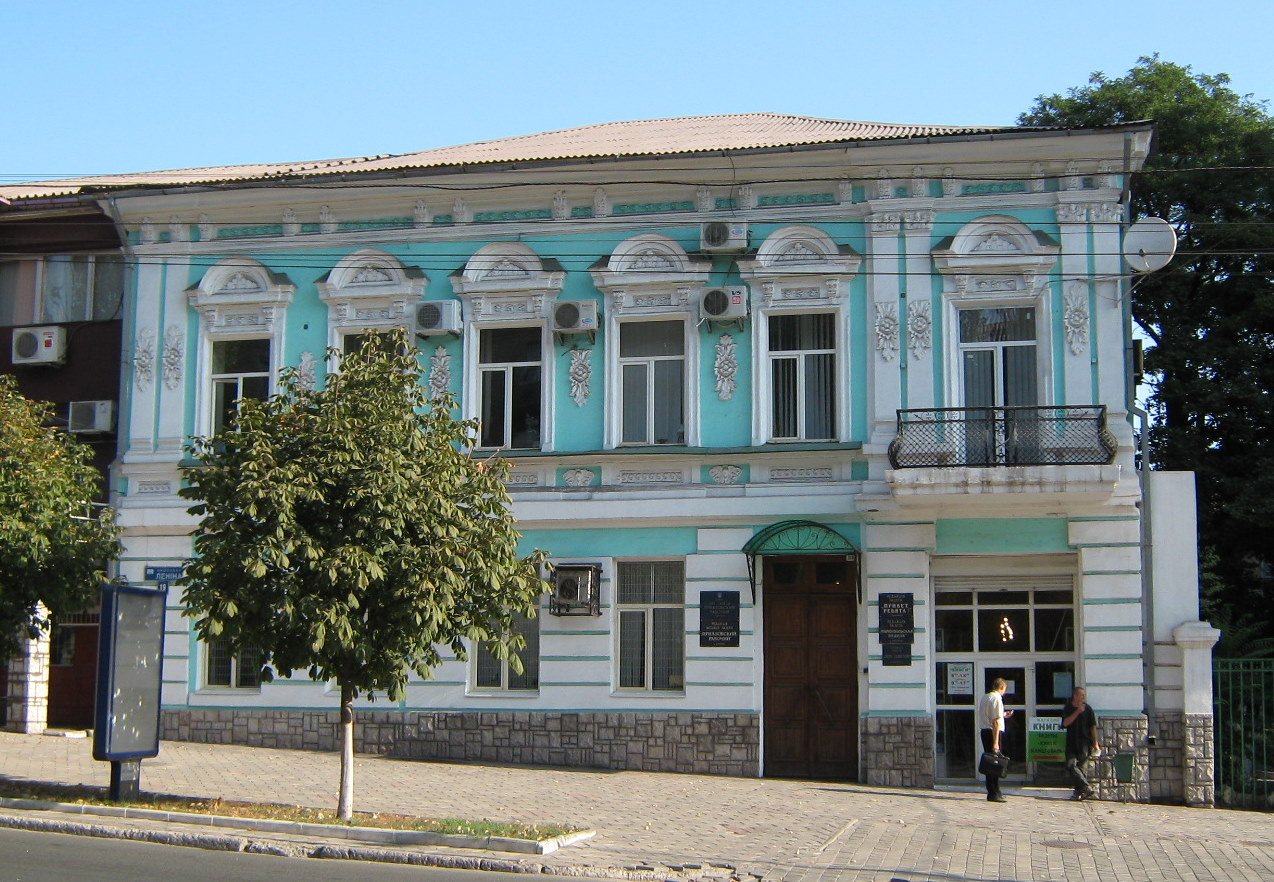
Редакція газети «Приазовский рабочий»
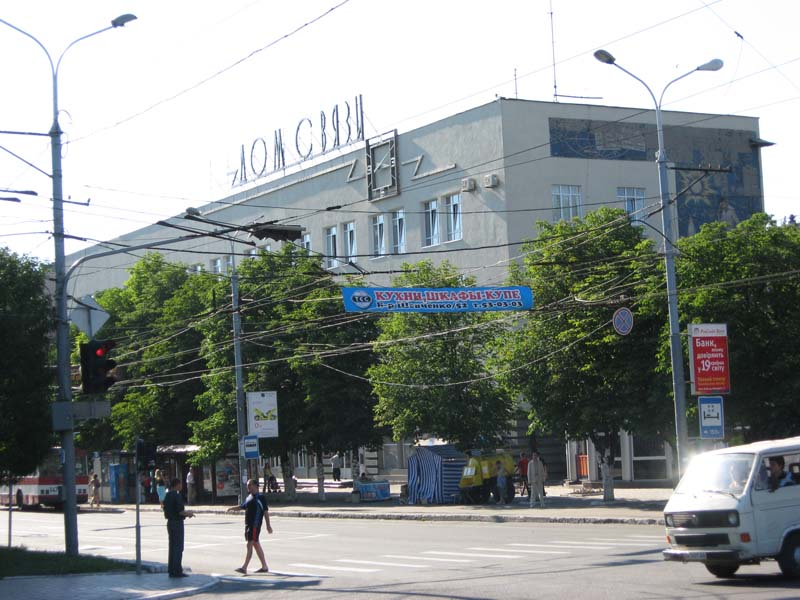
Будинок зв'язку і центральний телеграф Маріуполя
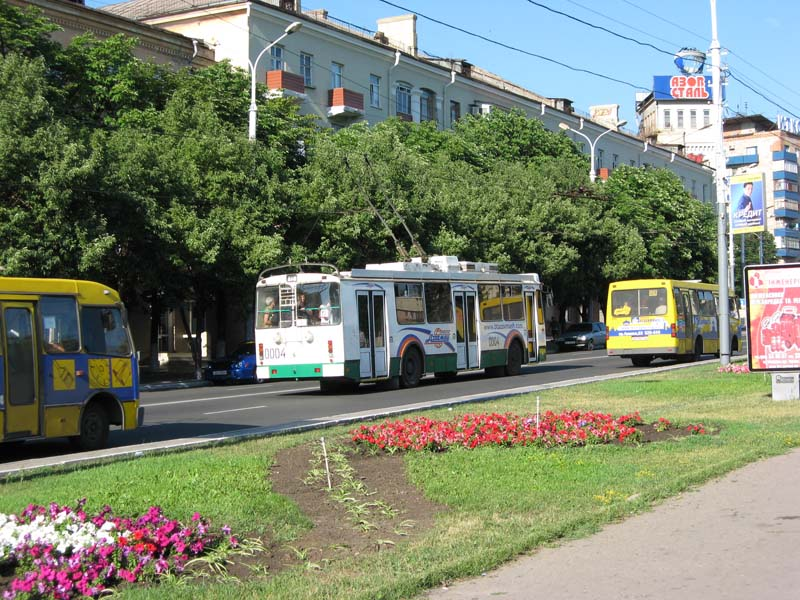
Грецька площа, північний кордон, житлова забудова